# Rødkilde Gymnasium
 Der er for få eller ingen kildehenvisninger i denne artikel, hvilket er et problem. Du kan hjælpe ved at angive troværdige kilder til de påstande, som fremføres i artiklen.

Denne side handler om gymnasiet i Vejle. For skolen i København, se Rødkilde Skole.
Rødkilde Gymnasium (tidligere Rødkilde Amtsgymnasium) er et gymnasium i Vejle. Gymnasiet kan føre sin historie tilbage til 1865, da det blev oprettet som det privatejede Privatskolen i Vejle. Gennem årene har skolen skiftet navn adskillige gange, bl.a. til Vejle Højere Almenskole, Vejle Kommunale Gymnasium og Vejle Gymnasium. 

## Historie
Vejle Gymnasium blev oprettet den 23. august 1865 som afløser for Vejle Latinskole. Denne har en historie helt tilbage til Reformation i 1536, hvor købstaden Vejle endnu var ung. I 1739 blev latinskolen nedlagt, og der skulle gå over 100 år, før en ny kom til verden.
Det var en noget broget tid med nederlaget til Prøjsen i 1864 i nær erindring, men oprettet blev gymnasiet altså med navnet Privatskolen i Vejle og lokaler i Fjellegade (bag Løveapoteket). Dette navn holdt til 1877, hvor der også blev skiftet adresse til Dæmningen 5 samt navn til Vejle Latin- og Realskole. I denne periode blev Vejle Kommune involveret, og fra 1884 hed skolen nu Vejle kommunale Gymnasium og fik nye lokaler på hjørnet af Nørrebrogade og Kalkbrænderivej eller "Latinergården". Siden skiftede man endnu en gang navn i 1903 til Vejle Højere Almenskole på grund af en ny almenskolelov. 50-års jubilæet blev fejret i 1915 med oprettelsen af Vejlensersamfundet.
Endelig i 1935 skiftede man navn tilbage til Vejle kommunale Gymnasium, og i 1939 flyttede man til Worsåesgade nr. 6. Det var en tidligere mellem- og realskolebygning, og man udvidede med en faglokalebygning, der stod færdig i 1941. Kort tid senere fejrede man 75-års jubilæet i de nye lokaler. Der skulle gå hele 20 år i disse bygninger, før Vejle Kommune i 1961 besluttede at bygge et helt nyt gymnasium på en grund ved Rødkildevej nær Skyttehusbugten med fremragende udsigt over Vejle Fjord. Samme år kunne skolens rektor Lars Nielsen i øvrigt fejre sit 25-års jubilæum. I 1969 skulle det ny gymnasium stå færdigt og kort tid efter ændrede man endnu engang navn, nu til Rødkilde Amtsgymnasium. Det kan skyldes, at der i mellemtiden skulle oprettes endnu et gymnasium i Vejle, nemlig Rosborg Amtsgymnasium – og så var det måske meget fair ikke at tage patent på byens navn. Først i 1971 blev det nye gymnasium ved fjorden taget i brug. 

### Det nye Rødkilde
I 2008 afsluttedes en større ombygning, således at skolen i dag rummer en helt ny idrætshal, nyt motionsrum, ny sciencefløj, ny musikafdeling, ny kantine og mange nye lærer- og elevarbejdsområder og opholdsrum.
I anden omgang af ombygningen, som stod færdigt i midten af 2011, blev alle de ydre vægge udskiftet fra jern til træ, grundet kolde vægge. Skolens festsal er også blevet udvidet med en balkon, da skolens elevtal er forhøjet med næsten 100 elever i skoleåret 2011/2012.

## Rektorer
- H.A. Krarup 1865-1900
- V. Kanaris-Klein 1900-1923
- Jakob Alsted 1923-1936
- Lars Nielsen 1936-1962
- Henning Emmertsen 1962-1966
- Svend Aage Nielsen 1966-1982
- Morten Frøsig 1982-1988
- Hans Erik Duschek-Hansen 1988-2018
- Kristine Kortnum 2018-

## Kendte studenter
- Harald Kidde (1898), forfatter og digter
- Holger Jerrild (1909), redaktør
- Finn Gundelach (1945), politiker
- Inger Christensen (1954), forfatterinde og digter
- Vagn Lundsgaard Hansen (1960), professor
- Troels Rasmussen (1961), fodboldspiller
- Eva Jørgensen (1963), journalist
- Palle Svensson (1964), professor i statskundskab
- Carsten Andersen (1964), bankdirektør v/ Sydbank
- Gert Bechlund (1964), dekan og universitetsdirektør
- Peter Schrøder (1965), skuespiller og instruktør
- Claes Bang (1967), skuespiller
- Lars-Henrik Schmidt (1970), professor i filosofi
- Torben Lund (1970), politiker
- Anders Dahl-Nielsen (1971), håndboldspiller og -træner
- Keld Albrechtsen (1971), politiker
- Jesper Theilgaard (1975), meteorolog
- Anders Mølgaard Jensen (1978), politiker
- Henrik Lykkegaard (1984), skuespiller
- Bjarke Møller (1986), journalist og redaktør
- Lars Werge (1986), journalist
- Hanne Hedetoft (1987), forfatter
- Michael Linden-Vørnle (1987), cand.scient. og ph.d. i astrofysik
- Niels Fenger (1987), Folketingets ombudsmand
- Morten D.D. Hansen (1991), biolog og naturvejleder
- Metin Lindved Aydin (1991), arkitekt og politiker
- Morten Schnell-Lauritzen (1992), journalist
- Brian Nygaard (1994), sportsjournalist
- Sascha Dupont (1994), musiker
- Torben Chris (1997), stand-up komiker
- Mathias Kring Niebuhr (2019), politiker